# 1664 Felix
1664 Felix este un asteroid din centura principală, descoperit pe 4 februarie 1929, de Eugène Delporte.